# Sweatmaster
Sweatmaster startades 1999 och är en trio från Åbo i Finland som spelar enkel och originell rock'n'roll.
Bandet består av
- Sasu Mykkänen: sång och bas
- Matti Kallio: trummor
- Mikko Luukko: gitarr

Sweatmasters texter kan beskrivas som självsäkra och kryddade med humor, med refränger som är enkla att sjunga med i.

## Diskografi
| Titel                               | Format  | Utgiven              | Skivbolag               |
| ----------------------------------- | ------- | -------------------- | ----------------------- |
| Firemen of Love                     | 7"      | Sommaren 1999        | Brown Records           |
| Lust For Heat                       | cd-r    | Sommaren 2000        | DIY?                    |
| Hold It!                            | 7"      | Sommaren 2001        | Bad Afro Records        |
| Tonight                             | 7"      | 2001                 | Molten Universe Records |
| Destroyer 3                         | cd      | 2002                 | Must Destroy Music      |
| I Am a Demon And I Love Rock'n'Roll | 7", MCD | England Oktober 2002 | Must Destroy Music      |
| Sharp Cut                           | LP, cd  | November 2002        | Bad Afro Records        |
| Well Connected                      | 7"      | Mars 2003            | Bad Afro Records        |

Till låten Too Much Love finns en video med  vaxanimationer av studsande hjärtan och bandmedlemmarna.

### Skivbolag
- Bad Afro Records
- Molten Universe
- Must Destroy Music